# Kooraikundu
Kooraikundu là một thị xã panchayat của quận Virudhunagar thuộc bang Tamil Nadu, Ấn Độ.

## Nhân khẩu
Theo điều tra dân số năm 2001 của Ấn Độ, Kooraikundu có dân số 19.706 người. Phái nam chiếm 50% tổng số dân và phái nữ chiếm 50%. Kooraikundu có tỷ lệ 73% biết đọc biết viết, cao hơn tỷ lệ trung bình toàn quốc là 59,5%: tỷ lệ cho phái nam là 78%, và tỷ lệ cho phái nữ là 68%. Tại Kooraikundu, 12% dân số nhỏ hơn 6 tuổi.